# Premio Osella
El Premio Osella o la Osella de Oro es el nombre de varios premios dados en el Festival Internacional de Cine de Venecia. Se otorgan en varias categorías como dirección, guion, cinematografía, y contribuciones técnicas. 
El nombre deriva de la osella, una medalla o moneda de oro que otorgaba el Dux de Venecia entre 1521 y 1797 a las personalidades destacadas de la república. Antes de la osella, el dux daba patos a los miembros del consejo, pero cuando hubo escasez, empezó a acuñar las monedas representativas en vez.

## Mejor Dirección
- 1994 - Gianni Amelio  por Lamerica
- 1995
  - Abolfazl Jalili por Det Chica de Medio
  - Kenneth Branagh por En lo más crudo del invierno

## Mejor Guion Original
- 1987 - David Mamet por Casa de Juegos
- 1988 - Pedro Almodóvar por Mujeres al borde de un ataque de nervios
- 1989 - Jules Feiffer por  Quiero Ir Casa
- 1990 - Helle Ryslinge por Sirup
- 1991 – Mira Nair y Sooni Taraporevala por Misisipi Masala
- 1994 – Bigas Luna y Cuca Canales por La Teta y la Luna
- 1995 – Abolfazl Jalili por Det Yani Dokhtar
- 1996 - Paz Alicia Garciadiego por Profundo Carmesí
- 1997 – Gilles Taurand y Anne Fontaine por Limpieza en seco
- 1998 – Éric Rohmer por Cuento de Otoño
- 1999–2004 – no hubo premio
- 2005 - George Clooney y Concede Heslov por Noche Buena, y Suerte Buena.
- 2006 - Peter Morgan por The Queen
- 2007 – Paul Laverty por  En un mundo libre...
- 2008 – Haile Gerima por Teza
- 2009 – Todd Solondz por Life During Wartime
- 2010 – Álex de la Iglesia por Balada triste de trompeta
- 2011 – Yorgos Lanthimos y Efthymis Filippou por Alpes
- 2012 – Olivier Assayas por Después de mayo
- 2013 – Steve Coogan y Jeff Pope por Philomena
- 2014 – Rakhshan Bani-E'temad por Relatos iraníes
- 2015 – Vincent cristiano por Cortejó
- 2016 – Noah Oppenheim por Jackie
- 2017 – Martin McDonagh por Tres Carteleras Fuera de Ebbing, Misuri[3]
- 2018 - Joel e Ethan Coen por La balada de Buster Scruggs[4]
- 2019 - Yonfan por No.7 Cherry Lane[5]

## Mejor Cinematografía
- 1988 – Vadim Yusov por El Monje Negro
- 1989 – Giorgos Arvanitis por Australia
- 1994 - Christopher Doyle por Dung che sai duk
- 1995 – Hirokazu Kore-eda por Maboroshi
- 1996 – no hubo premio
- 1997 – Pedro Costa por Ossos
- 1998 – Luca Bigazzi por La Manera en que Reímos y L'Albero delle pere
- 1999–2003 – no hubo premio
- 2004 – Estudio Ghibli por Howl no Ugoku Shiro (Hauru ningún Ugoku Shiro)
- 2005 – William Lubtchansky por Amantes Regulares (Les amants réguliers)
- 2006 – Emmanuel Lubezki por Children of Men
- 2007 - Rodrigo Prieto por Lust, Caution (Se, jie)
- 2008 – Un. Khamidhodjaev Y M. Drozdov por Soldado de Papel (Bumažnyj soldat)
- 2009 – Sylvie Olivé por Mr. Nobody
- 2010 – Mikhail Krichman por Almas Silenciosas
- 2011 - Robbie Ryan por Cumbres borrascosas
- 2012 – Daniele Cipri por È stato il figlio
- 2013-2019 - no hubo premio

## Mejor Diseño de Producción
- 1996 – Mónica Chirinos y Marisa Pecanins por Profundo Carmesí
- 1997–2019 – no hubo premio

## Mejor Música Original
- 1996 - David Mansfield por Profundo Carmesí
- 1997 – Graeme Revell por Caja china
- 1998– Gerardo Gandini por La Nube
- 1999–2019 – no hubo premio